# Lịch sử Brasil

Sự phát triển của phân vùng hành chính Brasil

Lịch sử của Brasil bắt đầu với người bản địa ở Brasil. Người châu Âu đến Brasil vào đầu thế kỷ XVI. Người châu Âu đầu tiên tuyên bố chủ quyền đối với vùng đất của thổ dân thuộc lãnh thổ của Cộng hòa Liên bang Brasil trên lục địa Nam Mỹ là Pedro Álvares Cabral (khoảng 1467/1468 - khoảng 1520) vào ngày 22 tháng 4 năm 1500 với sự tài trợ của Vương quốc Bồ Đào Nha. Từ thế kỷ XVI đến đầu thế kỷ XIX, Brasil là thuộc địa và là một phần của Đế quốc Bồ Đào Nha. Đất nước này mở rộng về phía nam dọc theo bờ biển và phía tây dọc theo Amazon và các con sông nội địa khác từ thuộc địa gốc ban đầu được thành lập ở bờ biển phía đông bắc Đại Tây Dương, phía đông đường Tordesillas năm 1494 (khoảng phía tây kinh tuyến 46), chia khu vực của Bồ Đào Nha ở phía đông với khu vực của Tây Ban Nha ở phía tây dù Brasil từng là thuộc địa của Tây Ban Nha. Biên giới của Brasil chỉ được hoàn thiện vào đầu thế kỷ 20.
Vào ngày 7 tháng 9 năm 1822, quốc gia này tuyên bố độc lập khỏi Bồ Đào Nha và trở thành Đế quốc Brasil. Một cuộc đảo chính quân sự vào năm 1889 đã thành lập Đệ Nhất Cộng hòa Brasil. Đất nước này đã chứng kiến hai thời kỳ độc tài: lần thứ nhất là thời kỳ Vargas (1930-1934 và 1937-1945) và lần thứ hai trong thời kỳ cai trị của quân đội (1964-1985) dưới thời chính phủ quân sự Brasil.

## Lịch sử thời tiền Cabraline

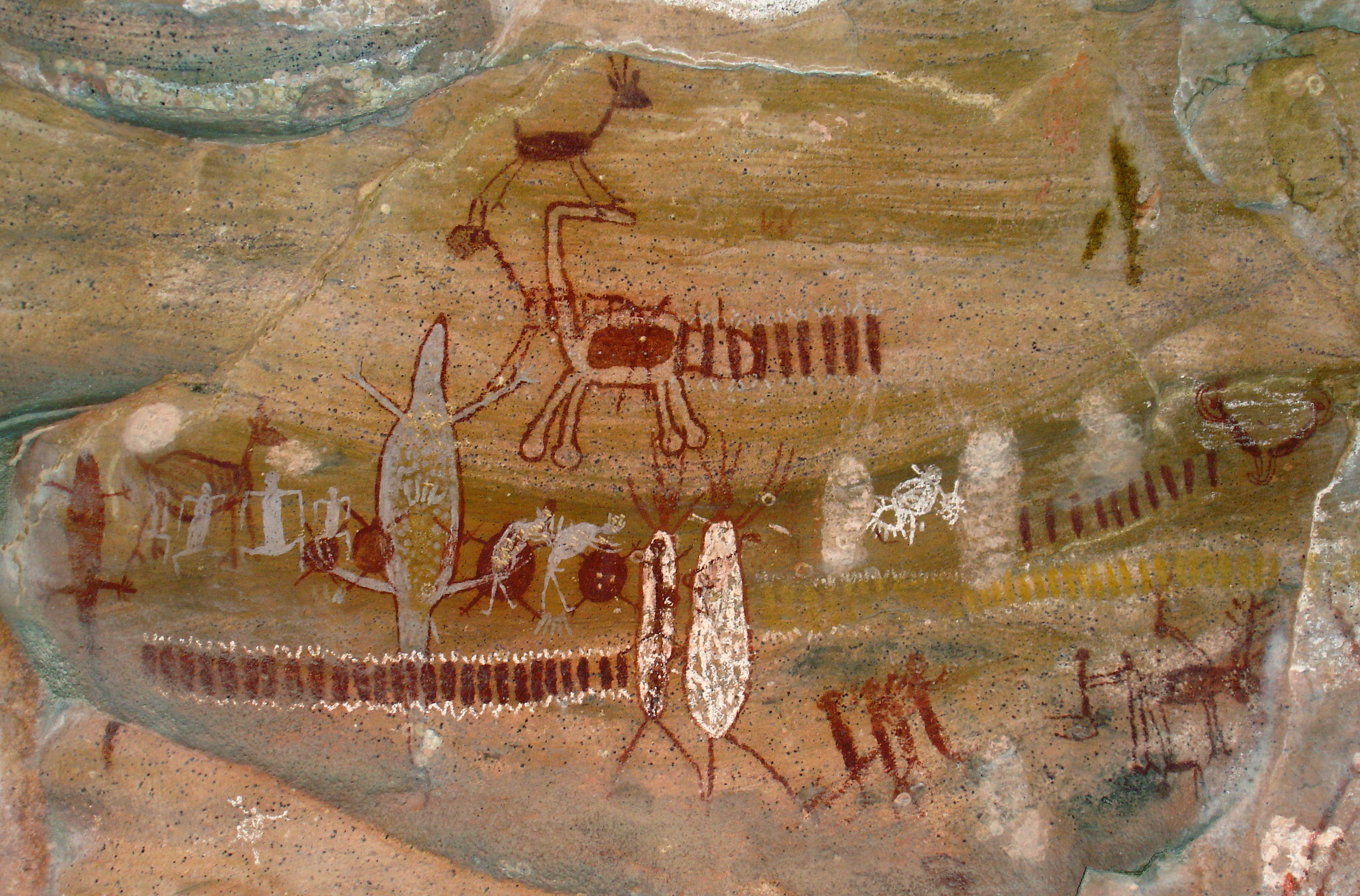
Tranh hang động tại vườn quốc gia Serra da Capivara. Khu vực này có sự tập trung lớn nhất của các di chỉ cổ vật tiền sử ở châu Mỹ.

Một số hài cốt đầu tiên của con người được tìm thấy ở châu Mỹ là người phụ nữ Luzia được tìm thấy ở khu vực Pedro Leopoldo, Minas Gerais và cung cấp bằng chứng về sự cư trú của con người từ cách đây ít nhất 11.000 năm.
Khi các nhà thám hiểm Bồ Đào Nha đến Brasil, khu vực này có hàng trăm bộ lạc Jiquabu khác nhau, "sớm nhất từ cách đây ít nhất 10.000 năm ở vùng cao nguyên Minas Gerais ". Niên đại về nguồn gốc của những cư dân đầu tiên được người Bồ Đào Nha gọi là "Người Ấn Độ" (índios), vẫn còn là vấn đề tranh chấp giữa các nhà khảo cổ. Đồ gốm sớm nhất từng được tìm thấy ở Tây bán cầu, có niên đại 8.000 năm tuổi, được khai quật ở lòng chảo Amazon ở Brasil, gần Santarém, cung cấp bằng chứng để lật ngược giả định rằng khu vực rừng nhiệt đới quá nghèo để hỗ trợ các nền văn hóa tiền sử phức tạp". Quan điểm được chấp nhận rộng rãi nhất hiện nay của các nhà nhân chủng học, nhà ngôn ngữ học và nhà di truyền học là các bộ lạc đầu tiên là một phần của làn sóng thợ săn di cư đầu tiên đến châu Mỹ từ châu Á bằng đường bộ qua eo biển Bering hay theo các tuyến đường biển ven biển dọc theo Thái Bình Dương hoặc cả hai.
Andes và các dãy núi phía bắc Nam Mỹ đã tạo ra một ranh giới văn hóa khá sắc nét giữa các nền văn minh nông nghiệp định cư ở bờ biển phía tây và các bộ lạc bán du mục ở phía đông, những người không bao giờ phát triển các ghi chép bằng văn bản hoặc kiến trúc tượng đài vĩnh viễn. Vì lý do này, rất ít thông tin về lịch sử của Brasil trước 1500. Di tích khảo cổ (chủ yếu là đồ gốm) cho thấy một mô hình phức tạp về sự phát triển văn hóa khu vực, di cư nội bộ và các liên minh lớn giống như nhà nước.
Vào thời điểm người châu Âu phát hiện ra, lãnh thổ Brasil ngày nay có tới 2.000 bộ lạc. Các dân tộc bản địa chủ yếu là các bộ lạc bán du mục sống bằng nghề săn bắn, đánh cá, hái lượm và nông nghiệp du cư. Khi người Bồ Đào Nha đến năm 1500, người bản địa sống chủ yếu ở bờ biển và dọc theo sông lớn.
Chiến tranh bộ lạc, tập tục ăn thịt người và việc khai thác gỗ brasil nhằm sản xuất thuốc nhuộm đỏ quý giá đã thuyết phục người Bồ Đào Nha Kitô giáo hóa người bản địa. Nhưng người Bồ Đào Nha, giống như người Tây Ban Nha ở các lãnh thổ Nam Mỹ của họ đã mang theo bệnh tật đến, làm nhiều người bản địa chết vì thiếu khả năng miễn dịch. Sởi, đậu mùa, bệnh lao, lậu và cúm đã giết chết hàng chục ngàn người dân bản địa. Các căn bệnh lây lan nhanh chóng dọc theo các tuyến đường thương mại bản địa và toàn bộ các bộ lạc có khả năng bị tiêu diệt dù chưa bao giờ tiếp xúc trực tiếp với người châu Âu.

### Văn hóa Marajoara
Văn hóa Marajoara phát triển rực rỡ trên đảo Marajó ở cửa sông Amazon. Các nhà khảo cổ đã tìm thấy đồ gốm tinh xảo trong các cuộc khai quật trên đảo. Những mảnh này lớn và được vẽ công phu và được khắc hình thực vật và động vật. Chúng cung cấp bằng chứng đầu tiên rằng một xã hội phức tạp đã tồn tại trên Marajó. Bằng chứng về việc xây dựng nhà cửa trên gò cao cho thấy thêm rằng các khu định cư đông dân, phức tạp được phát triển trên hòn đảo này, vì chỉ những khu định cư như vậy mới được tin là có khả năng cho các dự án mở rộng như các công trình bằng đất lớn.
Mức độ phức tạp và tương tác tài nguyên của văn hóa Marajoara vẫn còn gây tranh cãi. Làm việc từ những năm 1950 trong một số nghiên cứu ban đầu của cô, Betty Meggers người Mỹ cho rằng xã hội di cư từ Andes và định cư trên đảo. Nhiều nhà nghiên cứu tin rằng Andes đã được cư trú bởi những người di cư Paleo-indian từ Bắc Mỹ, những người dần dần di chuyển về phía nam sau khi là thợ săn ở vùng đồng bằng.
Vào những năm 1980, một nhà khảo cổ học người Mỹ khác là Anna Curtenius Roosevelt đã dẫn đầu các cuộc khai quật và khảo sát địa vật lý ở gò Teso dos Bichos. Cô kết luận rằng xã hội xây dựng nhà trên các gò bắt nguồn từ chính hòn đảo.
Văn hóa Marajó thời tiền Colombo có thể đã phát triển sự phân tầng xã hội và hỗ trợ cho một dân số lên tới 100.000 người. Người châu Mỹ bản địa ở rừng mưa Amazon có thể đã sử dụng phương pháp phát triển và làm việc của họ trên đất đen Amazon để làm cho vùng đất phù hợp với nền nông nghiệp quy mô lớn đủ để nuôi một dân số lớn và hình thành xã hội phức tạp như tù bang.

## Brasil thời kỳ đầu
Tông sắc của giáo hoàng inter caetera đã chia cắt Tân Thế giới giữa Tây Ban Nha và Bồ Đào Nha vào năm 1493. Hiệp ước Tordesillas đã khẳng định thêm điều này bằng cách di chuyển đường phân cách về phía tây.
Có nhiều giả thuyết liên quan đến việc ai là người châu Âu đầu tiên đặt chân lên vùng đất ngày nay được gọi là Brasil. Bên cạnh quan điểm được chấp nhận rộng rãi về khám phá của Cabral, một số người nói rằng người đầu tiên là Duarte Pacheco Pereira giữa tháng 11 và tháng 12 năm 1498, một số người khác nói rằng Brasil được phát hiện lần đầu tiên bởi Vicente Yáñez Pinzón, một nhà hàng hải người Tây Ban Nha vì Pinzón là người đã đồng hành cùng Colombo trong chuyến khám phá đầu tiên đến châu Mỹ, được cho là đã đến vùng Pernambuco ngày nay vào ngày 26 tháng 1 năm 1500 nhưng không thể yêu sách chủ quyền do hiệp ước Tordesillas. Vào tháng 4 năm 1500, Brasil được tuyên bố chủ quyền cho Bồ Đào Nha khi hạm đội Bồ Đào Nha do Pedro Álvares Cabral chỉ huy. Người Bồ Đào Nha gặp phải những người bản địa sử dụng đá được chia thành nhiều bộ tộc, nhiều bộ tộc có chung ngữ hệ Tupi – Guarani và hay đánh nhau. Những cái tên ban đầu của Brasil là  Santa Cruz  (Thánh giá) và  Terra dos Papagaios  (Vùng đất của những con vẹt). Sau khi đến châu Âu, mặt hàng xuất khẩu chính của vùng đất này là một loại cây mà các thương nhân và thực dân gọi là  pau-Brasil  (tiếng Latinh có nghĩa là gỗ có màu đỏ như than hồng) hay gỗ brasil mà từ đó là cái tên cuối cùng, một loại cây lớn ( Caesalpinia echinata ) mà thân cây tiết ra chất nhuộm màu đỏ được đánh giá cao và gần như bị xóa sổ do khai thác quá mức.
Cho đến năm 1529, Bồ Đào Nha rất ít quan tâm đến Brasil chủ yếu do lợi nhuận cao thu được thông qua thương mại với Ấn Độ, Trung Quốc và Đông Ấn. Sự thiếu quan tâm này cho phép các thương nhân, cướp biển và tàu lùng của một số quốc gia săn trộm gỗ Brasil sinh lợi tại các vùng đất mà Bồ Đào Nha tuyên bố chủ quyền với việc Pháp thiết lập thuộc địa Châu Nam Cực thuộc Pháp vào năm 1555. Để đáp lại, Hoàng gia Bồ Đào Nha đã nghĩ ra một hệ thống hiệu quả để chiếm Brasil mà không phải trả phí. Thông qua hệ thống capitania cha truyền con nối, Brasil được chia thành các dải đất được tặng cho các nhà quý tộc Bồ Đào Nha, những người này lần lượt chịu trách nhiệm về việc chiếm đóng và quản lý đất đai và chịu trách nhiệm với nhà vua. Hệ thống đã thất bại và chỉ có bốn lô được chiếm giữ thành công: Pernambuco, São Vicente (sau này được gọi là São Paulo), Ilhéus và Porto Seguro. Năm 1572, đất nước được chia thành Chính phủ phương Bắc có trụ sở tại Salvador và Chính phủ phương Nam có trụ sở tại Rio de Janeiro.

### Sự cai trị của Tây Ban Nha
Năm 1578, vua Bồ Đào Nha khi đó là Dom Sebastião biến mất trong cuộc chiến tranh Alcacer-Quibir, một cuộc xung đột giữa Bồ Đào Nha và người Moor ở Maroc. Nhà vua đã bước vào cuộc chiến mà không có sự hỗ trợ của chú mình, vua Tây Ban Nha Philip II hoặc các nguồn lực cần thiết để tiến hành chiến tranh. Với sự biến mất của ông và vì ông không có người thừa kế trực tiếp, vua Philip đã nắm quyền kiểm soát các vùng đất của Bồ Đào Nha và giữ nó cho đến năm 1640 trong cái gọi là Liên minh Iberia. Sebastião không bao giờ được tìm thấy, điều này khiến người Bồ Đào Nha tin rằng một ngày nào đó anh ta sẽ quay lại và đẩy Philip ra khỏi chính phủ. Brasil được sáp nhập vào Đế quốc Tây Ban Nha nhưng vẫn nằm dưới sự quản lý của Bồ Đào Nha cho đến khi Bồ Đào Nha khôi phục nền độc lập vào năm 1668 và thuộc địa của Bồ Đào Nha được trao lại cho vương miện Bồ Đào Nha.

### Các cuộc nổi loạn của người bản xứ

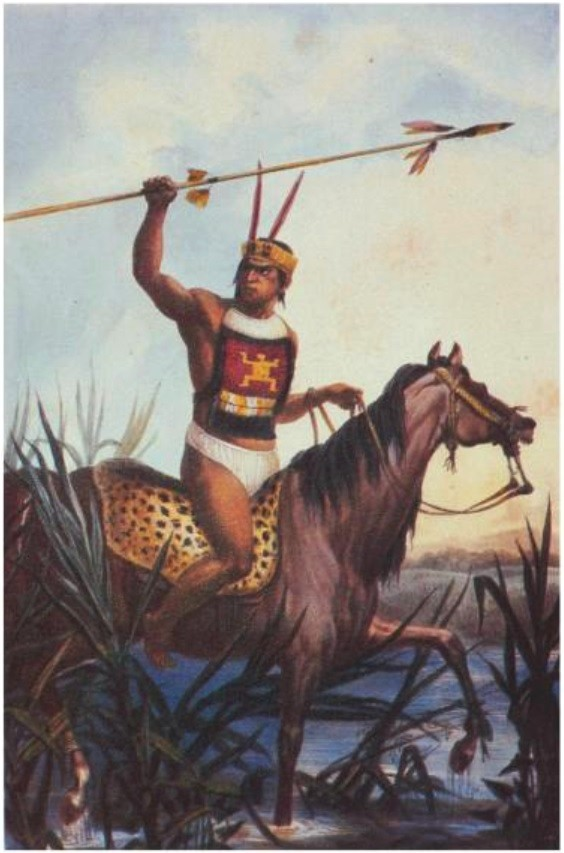
Một chiến binh Tamoio được Jean-Baptiste Debret miêu tả vào đầu thế kỷ 19.

Liên minh Tamoyo  ( Confederação dos Tamoios  trong tiếng Bồ Đào Nha) là một liên minh quân sự của các tù trưởng người bản địa ở bờ biển từ Santos đến Rio de Janeiro ngày nay, xảy ra từ năm 1554 đến năm 1567.
Lý do chính cho sự liên minh khá bất thường này giữa các bộ tộc riêng biệt là để chống lại chế độ nô lệ, giết người và tàn phá hàng loạt do những người phát hiện và khai hoang người Bồ Đào Nha đầu tiên gây ra cho người Tupinambá. Trong ngôn ngữ Tupi, "Tamuya" có nghĩa là "trưởng lão" hoặc "ông nội". Cunhambebe được những người đồng cấp bầu làm thủ lĩnh Liên minh và cùng với các thủ lĩnh Pindobuçú, Koakira, Araraí và Aimberê tuyên chiến với người Bồ Đào Nha.

### Thời đại đường mía
Bắt đầu từ thế kỷ XVI, mía được trồng trên đồn điền được gọi là  engenho dọc theo bờ biển đông bắc ( Nordeste  của Brasil) trở thành nền tảng của kinh tế và xã hội Brasil với việc sử dụng nô lệ trên các đồn điền lớn để sản xuất đường xuất sang châu Âu. Lúc đầu, những người định cư cố gắng bắt thổ dân làm lao động để làm việc trên các cánh đồng. Bồ Đào Nha đã đi tiên phong trong hệ thống đồn điền ở các đảo Madeira và São Tomé thuộc Đại Tây Dương dùng lao động cưỡng bức, máy móc tốn nhiều vốn, nô lệ và súc vật lao động. Việc trồng mía đường rộng rãi là để phục vụ thị trường xuất khẩu, đòi hỏi đất đai có thể được mua với tương đối ít xung đột từ những người cư ngụ hiện tại. Đến năm 1570, sản lượng đường của Brasil sánh ngang với sản lượng đường của các đảo ở Đại Tây Dương. Vào giữa thế kỷ XVII, người Hà Lan chiếm giữ các khu vực sản xuất ở đông bắc Brasil và từ năm 1630–1654 đã tiếp quản các đồn điền. Khi người Hà Lan bị trục xuất khỏi Brasil sau sự thúc đẩy mạnh mẽ của người Brasil gốc Bồ Đào Nha và các đồng minh người bản địa và người Brasil gốc Phi, người Hà Lan cũng như người Anh và Pháp đã thiết lập việc sản xuất đường theo mô hình đồn điền của Brasil ở Caribe. Sản lượng và sự cạnh tranh ngày càng tăng đồng nghĩa với việc giá đường giảm và thị phần của Brasil giảm xuống. Sự phục hồi của Brasil sau sự xâm nhập của người Hà Lan rất chậm vì chiến tranh đã gây thiệt hại cho các đồn điền đường. Ở Bahia, thuốc lá được trồng cho thị trường xuất khẩu châu Phi, thuốc lá ngâm trong mật mía (có nguồn gốc từ sản xuất đường) được bán cho nô lệ châu Phi. Việc định cư và phát triển kinh tế của Brasil chủ yếu dựa trên đường bờ biển dài của nó. Cuộc xâm lược của Hà Lan đã nhấn mạnh tính dễ bị tổn thương của Brasil đối với người nước ngoài và vương miện đã phản ứng bằng cách xây dựng các pháo đài ven biển và tạo ra một đội tuần tra trên biển để bảo vệ thuộc địa.

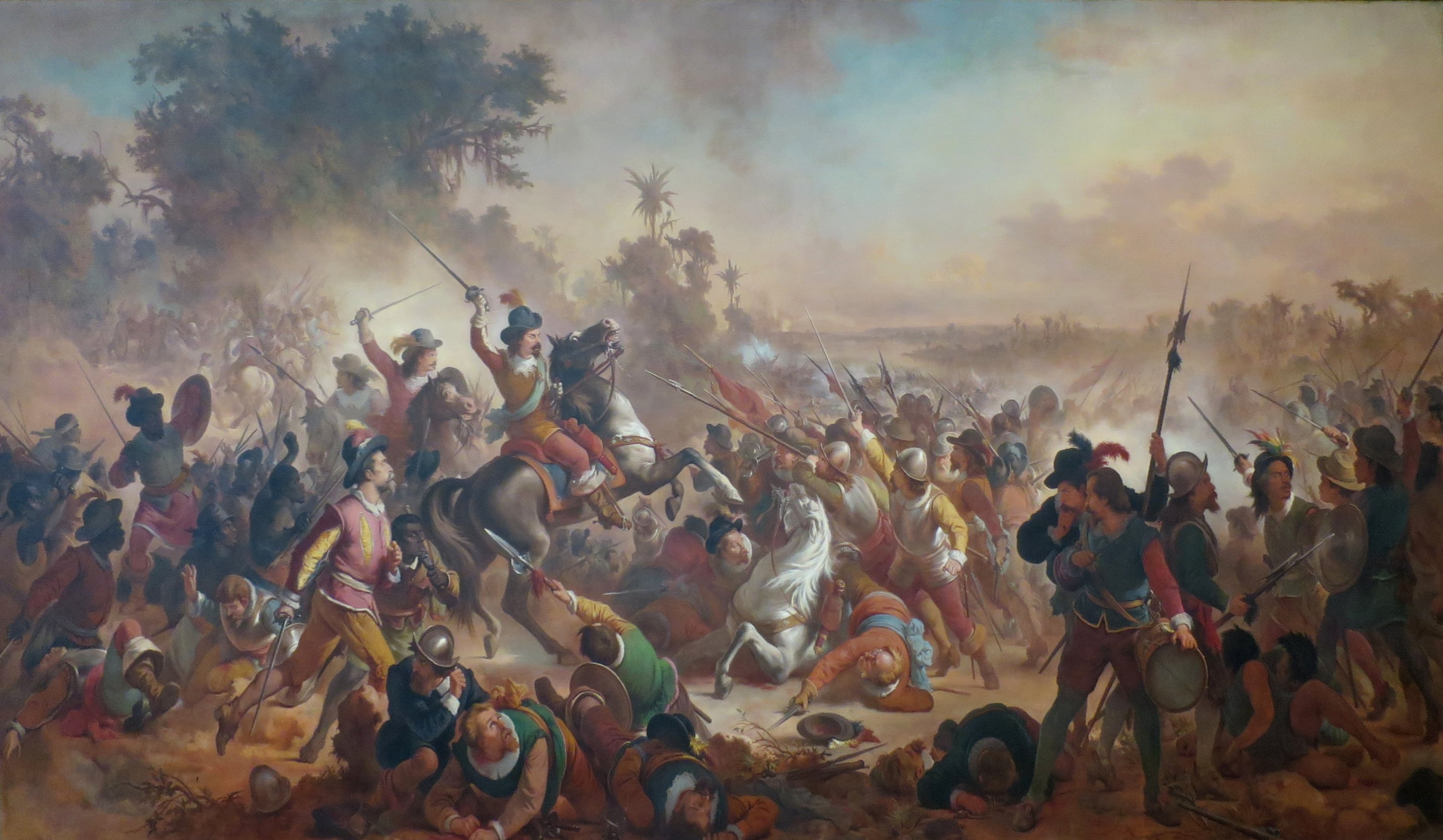
Chiến thắng của Bồ Đào Nha tại trận Guararapes đã chấm dứt sự hiện diện của Hà Lan ở Brasil.

Việc khám phá vùng nội địa Brasil ban đầu phần lớn là do các nhà thám hiểm bán quân sự bandeirante vào rừng tìm vàng và nô lệ bản địa. Tuy nhiên, những người thực dân không thể liên tục bắt người bản địa làm nô lệ và các nhà máy đường ở Bồ Đào Nha đã sớm chuyển sang nhập khẩu hàng triệu nô lệ từ châu Phi. Tỷ lệ tử vong đối với nô lệ trong các doanh nghiệp đường và vàngBản mẫu:Ambiguous rất cao và thường không có đủ phụ nữ hoặc điều kiện thích hợp để bổ sung dân số nô lệ thông qua gia tăng tự nhiên.
 Tuy nhiên, người châu Phi đã trở thành một bộ phận đáng kể của dân số Brasil và rất lâu trước khi kết thúc chế độ nô lệ (1888), họ đã bắt đầu hợp nhất với người Brasil châu Âu thông qua hôn nhân dị chủng.
Trong 150 năm đầu tiên của thời kỳ thuộc địa, bị thu hút bởi tài nguyên thiên nhiên rộng lớn và đất đai chưa được khai thác, các cường quốc châu Âu khác đã cố gắng thiết lập thuộc địa ở một số vùng lãnh thổ Brasil bất chấp Tông sắc ( Inter caetera ) và Hiệp ước Tordesillas đã chia Tân thế giới thành hai phần giữa Bồ Đào Nha và Tây Ban Nha. Thực dân Pháp đã cố gắng định cư ở Rio de Janeiro ngày nay từ năm 1555 đến năm 1567 (gọi là giai đoạn Châu Nam Cực thuộc Pháp) và ở São Luís ngày nay từ 1612 đến 1614 (gọi là Pháp Xích đạo). Dòng Tên đến đây từ sớm và thành lập São Paulo để truyền giáo cho người bản xứ. Các đồng minh bản địa theo Dòng Tên đã hỗ trợ người Bồ Đào Nha đánh đuổi người Pháp. Cuộc xâm nhập không thành công của Hà Lan vào Brasil kéo dài hơn và gây nhiều rắc rối hơn cho Bồ Đào Nha (Brasil thuộc Hà Lan). Tàu lùng Hà Lan bắt đầu bằng việc cướp bóc bờ biển: họ cướp phá Bahia vào năm 1604 và thậm chí tạm thời chiếm được thủ đô Salvador. Từ năm 1630 đến năm 1654, người Hà Lan tuy không xâm nhập vào nội địa nhưng đã thiết lập việc định cư lâu dài ở phía tây bắc và kiểm soát một dải bờ biển dài mà châu Âu dễ tiếp cận nhất. Nhưng những người thực dân của Công ty Tây Ấn Hà Lan ở Brasil luôn trong tình trạng bị bao vây bất chấp sự hiện diện của Recife do John Maurice của Nassau làm thống đốc. Sau nhiều năm chiến tranh, người Hà Lan rút lui vào năm 1654. Những ảnh hưởng văn hóa và dân tộc ít ỏi của Pháp và Hà Lan vẫn còn trong những nỗ lực thất bại này nhưng người Bồ Đào Nha sau đó đã cố gắng bảo vệ bờ biển của mình một cách mạnh mẽ hơn.

### Các cuộc nổi dậy của nô lệ
Các cuộc nổi dậy của nô lệ diễn ra thường xuyên cho đến khi chế độ nô lệ bị bãi bỏ vào năm 1888. Cuộc nổi dậy nổi tiếng nhất là do Zumbi dos Palmares lãnh đạo. Nhà nước mà ông thành lập, lấy tên là Quilombo dos Palmares là một nước cộng hòa tự lực của người Maroon trốn thoát khỏi các khu định cư của người Bồ Đào Nha ở Brasil và là "một khu vực có lẽ bằng kích thước của Bồ Đào Nha trong vùng nội địa Pernambuco”.  Vào thời kỳ đỉnh cao, Palmares có dân số hơn 30.000 người.
Bị buộc phải phòng thủ trước các cuộc tấn công liên tục của thuộc địa Bồ Đào Nha, các chiến binh của Palmares là chuyên gia về capoeira, một hình thức võ thuật được phát triển ở Brasil bởi các nô lệ châu Phi vào thế kỷ XVI.
Người châu Phi chỉ được biết đến với cái tên Zumbi được sinh ra tự do ở Palmares vào năm 1655 nhưng bị người Bồ Đào Nha bắt giữ và giao cho nhà truyền giáo cha Antônio Melo khi anh mới khoảng 6 tuổi. Francisco được rửa tội, Zumbi được dạy các bí tích, học tiếng Bồ Đào Nha và tiếng Latinh và giúp đỡ thánh lễ hàng ngày. Bất chấp những nỗ lực nhằm "khai hóa" Zumbi, Zumbi đã trốn thoát vào năm 1670 và ở tuổi 15, trở về nơi sinh của mình. Zumbi được biết đến với sức mạnh thể chất và sự tinh ranh trong trận chiến và là một chiến lược gia quân sự được kính trọng khi anh mới ngoài hai mươi tuổi.
Đến năm 1678, thống đốc của Capitania Pernambuco Pedro Almeida đã mệt mỏi vì cuộc xung đột kéo dài với Palmares nên đã tiếp cận thủ lĩnh Ganga Zumba bằng một cành ô liu. Almeida đề nghị trả tự do cho tất cả nô lệ bỏ trốn nếu Palmares phục tùng chính quyền Bồ Đào Nha, một đề xuất mà Ganga Zumba ủng hộ. Nhưng Zumbi không tin tưởng vào người Bồ Đào Nha. Hơn nữa, ông từ chối chấp nhận tự do cho người dân Palmares trong khi những người châu Phi khác vẫn bị bắt làm nô lệ. Anh ta từ chối sự lấn át của Almeida và thách thức sự lãnh đạo của Ganga Zumba. Zumbi thề sẽ tiếp tục cuộc kháng chiến chống lại sự áp bức của người Bồ Đào Nha và trở thành thủ lĩnh mới của Palmares.
Mười lăm năm sau khi Zumbi nắm quyền lãnh đạo Palmares, các chỉ huy quân sự Bồ Đào Nha Domingos Jorge Velho và Vieira de Melo đã tiến hành một cuộc tấn công bằng pháo vào quilombo. Vào ngày 6 tháng 2 năm 1694, sau 67 năm xung đột không ngừng với các cafuzo (người Maroon) của Palmares, người Bồ Đào Nha đã thành công trong việc phá hủy Cerca do Macaco, khu định cư trung tâm của nước cộng hòa. Các chiến binh của Palmares không phải là đối thủ của pháo binh Bồ Đào Nha; nền cộng hòa sụp đổ và Zumbi bị thương. Mặc dù sống sót và tìm cách lẩn tránh người Bồ Đào Nha nhưng anh ta đã bị phản bội, bị bắt gần hai năm sau đó và bị chặt đầu ngay tại chỗ vào ngày 20 tháng 11 năm 1695. Người Bồ Đào Nha vận chuyển đầu của Zumbi đến Recife, nơi nó được trưng bày ở praça (quảng trường) trung tâm để chứng minh rằng Zumbi không bất tử, đập tan truyền thuyết phổ biến trong giới nô lệ châu Phi. Nó cũng là một lời cảnh báo về những gì sẽ xảy ra với những người khác nếu họ cố gắng can đảm như anh ta. Tàn tích của những quilombo cũ tiếp tục tồn tại trong khu vực trong một trăm năm nữa.

### Cơn sốt vàng và kim cương

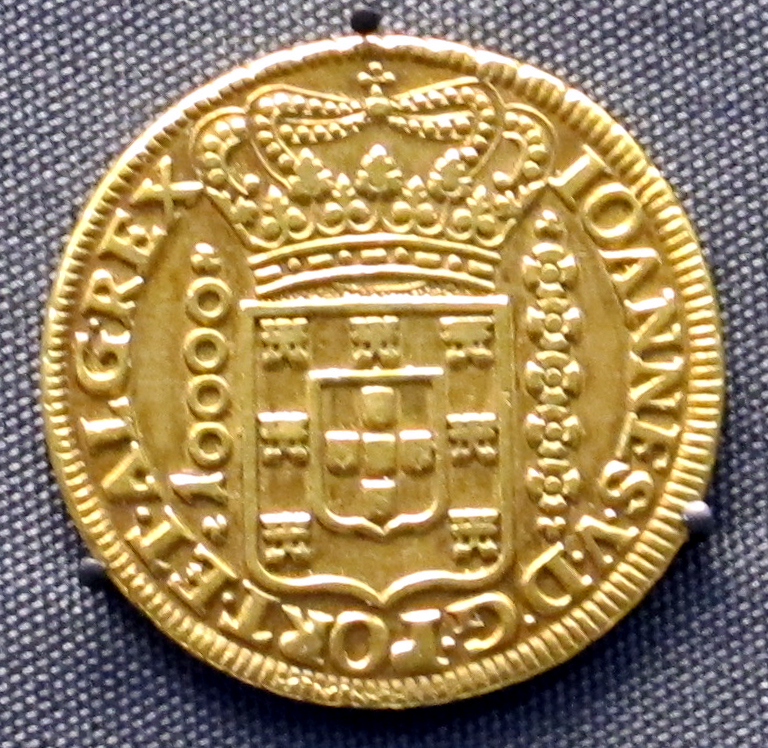
Đồng tiền vàng Brasil thuộc địa của Bồ Đào Nha từ bang Minas Gerais đông nam Brasil.

Việc phát hiện ra vàng vào đầu thế kỷ XVIII đã được Bồ Đào Nha vốn có nền kinh tế đang gặp khó khăn sau những năm chiến tranh chống lại Tây Ban Nha và Hà Lan đáp ứng rất nhiệt tình. Cơn sốt vàng nhanh chóng xảy ra sau đó với nhiều người từ các vùng khác của thuộc địa và từ Bồ Đào Nha tràn vào khu vực vào nửa đầu thế kỷ XVIII. Phần lớn nội địa Brasil nơi vàng được khai thác được gọi là Minas Gerais (Mỏ tổng hợp). Khai thác vàng ở khu vực này đã trở thành hoạt động kinh tế chính của thuộc địa Brasil trong thế kỷ XVIII. Ở Bồ Đào Nha, vàng chủ yếu được sử dụng để trả cho các mặt hàng công nghiệp (dệt may, vũ khí) thu được từ các nước như Anh và đặc biệt là dưới thời trị vì của vua João V, ông này đã dùng vàng để xây dựng các đài tưởng niệm kiểu Baroque như Tu viện Mafra.
Minas Gerais là trung tâm khai thác vàng của Brasil vào thế kỷ XVIII. Lao động nô lệ thường được sử dụng. Việc phát hiện ra vàng trong khu vực đã gây ra một làn sóng người nhập cư lớn từ châu Âu và chính phủ quyết định điều động các quan chức từ Bồ Đào Nha đến để kiểm soát hoạt động. Họ thiết lập nhiều cơ quan hành chính, thường có nhiệm vụ và quyền hạn trái ngược nhau. Các quan chức nhìn chung tỏ ra bất bình đẳng trong nhiệm vụ kiểm soát ngành công nghiệp sinh lợi cao này. Sau khi Brasil giành được độc lập, người Anh theo đuổi hoạt động kinh tế sâu rộng ở Brasil. Năm 1830, Công ty khai khoáng Saint John d'El Rey do người Anh kiểm soát đã mở mỏ vàng lớn nhất ở Mỹ Latinh. Người Anh đã mang đến những kỹ thuật quản lý hiện đại và chuyên môn kỹ thuật. Nằm ở Nova Lima, mỏ này đã sản xuất quặng trong 125 năm.
Các mỏ kim cương được tìm thấy gần Vila do Príncipe xung quanh làng Tijuco vào những năm 1720 đã khơi dậy một trào lưu khai thác đá quý diễn ra sau đó tràn ngập thị trường châu Âu. Vương miện Bồ Đào Nha đã can thiệp để kiểm soát hoạt động sản xuất ở quận Kim cương Diamantina. Một hệ thống đấu thầu quyền khai thác kim cương đã được thiết lập nhưng vào năm 1771, nó bị bãi bỏ và vương miện nắm độc quyền.
Khai thác mỏ kích thích tăng trưởng ở miền nam Brasil, không chỉ từ việc khai thác vàng và kim cương mà còn kích thích sản xuất lương thực cho tiêu dùng địa phương. Quan trọng hơn, nó kích thích thương mại và sự phát triển của các cộng đồng thương nhân ở các thành phố cảng. Trên danh nghĩa, người Bồ Đào Nha kiểm soát hoạt động thương mại đến Brasil, cấm cơ sở sản xuất hàng hóa được sản xuất ở Bồ Đào Nha. Trên thực tế, Bồ Đào Nha là một trung tâm nhập khẩu và xuất khẩu hàng hóa từ nơi khác sau đó được tái xuất sang Brasil. Thương mại trực tiếp với nước ngoài bị cấm nhưng trước khi Hà Lan xâm lược, phần lớn hàng xuất khẩu của Brasil được vận chuyển bằng tàu của Hà Lan. Sau Cách mạng Hoa Kỳ, các tàu của Hoa Kỳ đã cập cảng Brasil. Khi chế độ quân chủ Bồ Đào Nha rời Iberia đến Brasil vào năm 1808 trong chiến tranh Napoléon, một trong những hành động đầu tiên của quốc vương là mở cửa các cảng Brasil cho tàu nước ngoài.

## Vương quốc và Đế quốc Brasil

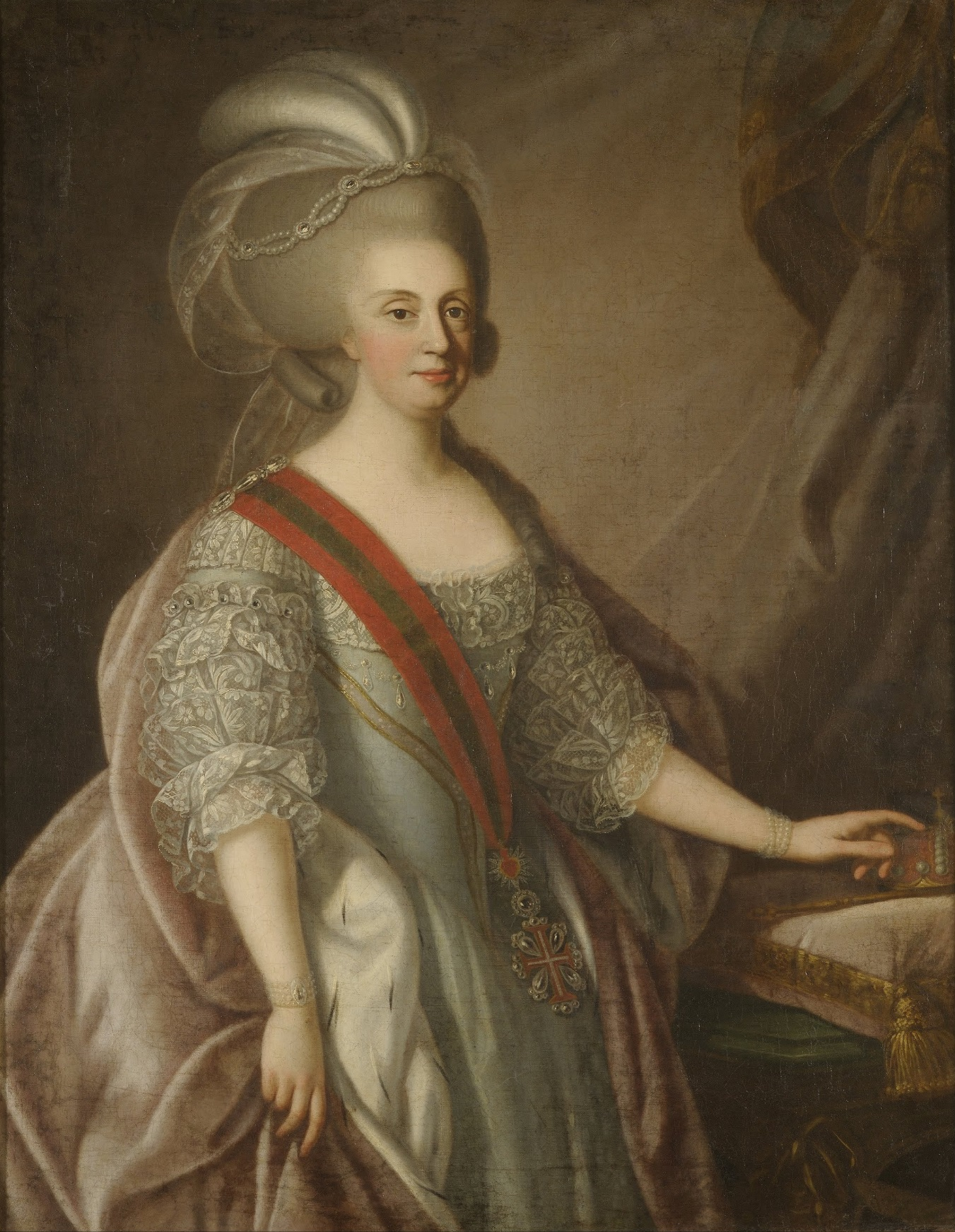
Nữ hoàng Maria I của Vương quốc Liên hiệp Bồ Đào Nha, Brasil và Algarve

Brasil là một trong ba quốc gia hiện đại duy nhất ở châu Mỹ có chế độ quân chủ của riêng mình (hai quốc gia còn lại là Mexico và Haiti) trong khoảng thời gian gần 90 năm.
Khi Cách mạng Haiti giành độc lập chống lại vương quốc Pháp đang diễn ra vào cuối những năm 1700, Brasil, khi đó là thuộc địa của Bồ Đào Nha cũng đang trên đà bắt đầu cuộc cách mạng giành độc lập của riêng họ. Đầu những năm 1790, những âm mưu lật đổ chính quyền thực dân Bồ Đào Nha tràn ngập đường phố Brasil. Người da trắng nghèo, một số người da trắng thuộc tầng lớp thượng lưu, những người tự do, nô lệ và thổ dân đa chủng tộc muốn nổi dậy chống lại vương triều Bồ Đào Nha để xóa bỏ chế độ nô lệ, giành lấy quyền lực từ Giáo hội Công giáo, chấm dứt mọi hình thức áp bức chủng tộc và thành lập một quốc gia mới với hệ thống chính phủ tạo cơ hội bình đẳng cho mọi công dân.

Mặc dù các âm mưu ban đầu đã bị chính quyền hoàng gia phá tan, người Brasil vẫn kiên trì hình thành các âm mưu cho các cuộc cách mạng sau khi bùng nổ các phong trào giành độc lập thành công. Kế hoạch này tương tự như kế hoạch của Cách mạng Pháp, vào thời kỳ này đã thiết lập luận điệu cách mạng cho phần lớn thế giới thuộc địa. Tuy nhiên, hình phạt khắc nghiệt dành cho người da trắng nghèo, người da màu lao động và nô lệ đã khiến nhiều tiếng nói của cuộc cách mạng câm lặng. Đối với giới tinh hoa da trắng, trong khi một số vẫn bị ảnh hưởng bởi những lý tưởng cách mạng từ Pháp, những người khác nhìn thấy sức mạnh đáng kinh ngạc và đáng sợ của các tầng lớp thấp kém thông qua Cách mạng Haiti và lo sợ rằng một cuộc nổi dậy từ tầng lớp thấp kém ở Brasil có thể dẫn đến một thảm họa cho xã hội của họ. Phải đến ngày 7 tháng 9 năm 1822, Hoàng tử Brasil Dom Pedro mới tuyên bố Brasil là đế chế độc lập của riêng mình.

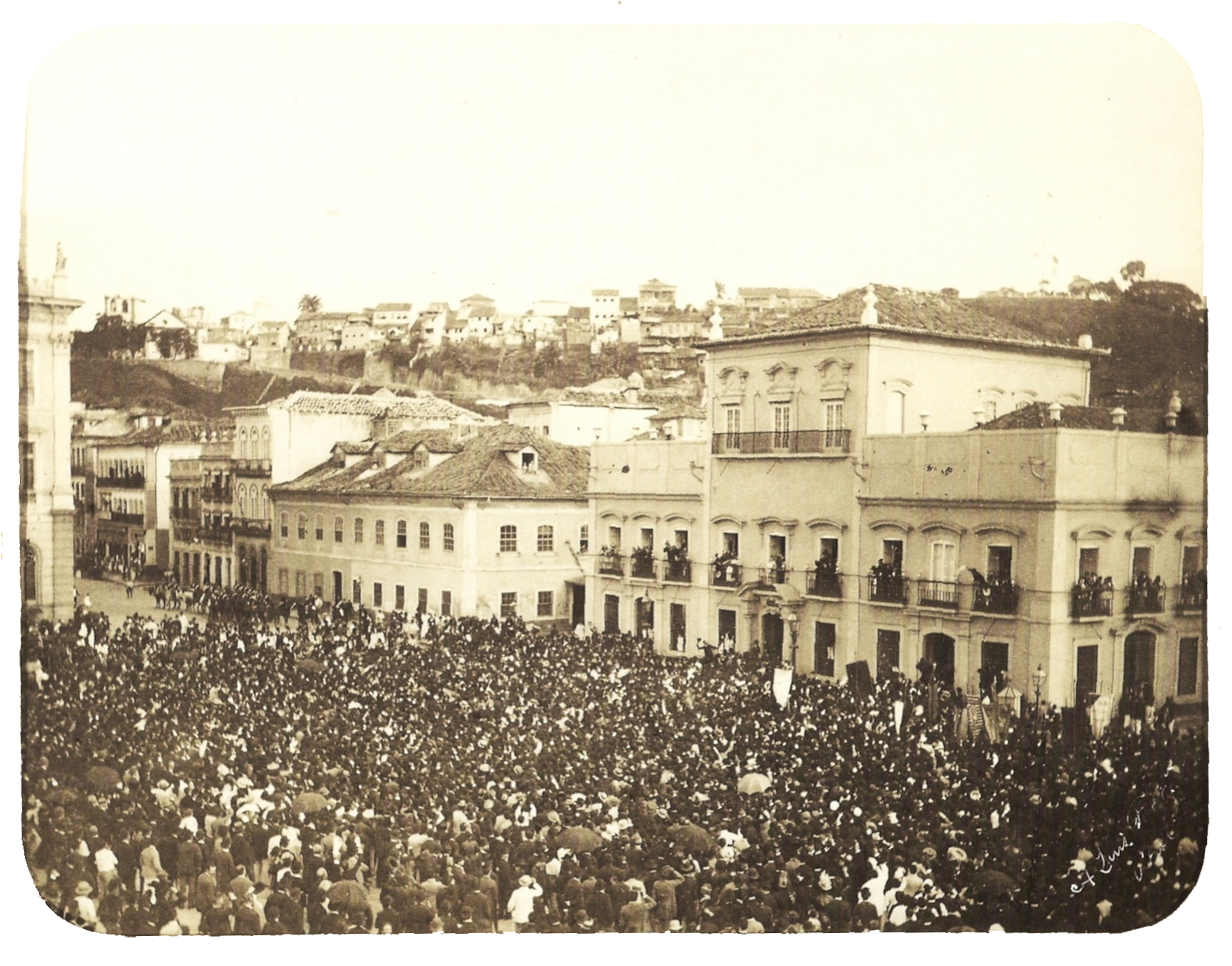
Một lát sau khi ký Luật vàng, Công chúa Isabel được chào đón từ ban công trung tâm của Cung điện thành phố bởi một đám đông khổng lồ bên dưới trên đường phố.

Năm 1808, triều đình Bồ Đào Nha chạy trốn khỏi cuộc xâm lược của Napoléon vào Bồ Đào Nha trong Chiến tranh Bán đảo trên một hạm đội lớn được hộ tống bởi Vương quốc Anh. Triều đình Bồ Đào Nha đã chuyển bộ máy chính phủ đến thuộc địa Brasil, tự thành lập tại thành phố Rio de Janeiro. Từ đó, vua Bồ Đào Nha đã cai trị đế chế khổng lồ của mình trong 15 năm và ông sẽ ở lại đó trong suốt quãng đời còn lại nếu không phải vì tình trạng hỗn loạn nổi lên ở Bồ Đào Nha cùng với một số những lý do khác đã khiến ông rời Brasil sau khi triều đại Napoléon kết thúc.
Năm 1815, nhà vua phong cho Brasil phẩm giá của một vương quốc thống nhất với Bồ Đào Nha và Algarve. Năm 1817, một cuộc nổi dậy xảy ra ở tỉnh Pernambuco trong hai tháng đã bị dập tắt.
Khi vua João VI của Bồ Đào Nha rời Brasil để trở về Bồ Đào Nha vào năm 1821, con trai lớn của ông là Pedro đã ở lại thay ông làm nhiếp chính của Brasil. Một năm sau, Pedro nêu lý do ly khai Brasil khỏi Bồ Đào Nha và lãnh đạo chiến tranh giành độc lập, thiết lập chế độ quân chủ lập hiến ở Brasil với người đứng đầu là Hoàng đế Pedro I của Brasil hay "Dom Pedro I".
Sau khi ông thoái vị vào năm 1831 vì sự không tương thích về chính trị (không được lòng cả hai phe chính trị lớn vì giới tinh hoa có đất nghĩ ông theo chủ nghĩa tự do còn giới trí thức lại cảm thấy ông không đủ tự do), ông về Bồ Đào Nha và để lại đứa con trai năm tuổi của mình là Hoàng đế Pedro II. Pedro II cũng rời khỏi đất nước, để lại cho nhiếp chính cai trị từ năm 1831 đến 1840. Thời kỳ này bị bao vây bởi các cuộc nổi dậy với nhiều động cơ khác nhau như Sabinada, Chiến tranh Ragamuffin, Cuộc nổi dậy Malê, Cabanagem, Balaiada và một số cuộc khởi nghĩa khác. Sau giai đoạn này, Pedro II đã được khai báo về tuổi và mang đầy đủ các đặc quyền của mình. Pedro II bắt đầu một triều đại nghị viện ít nhiều kéo dài cho đến năm 1889 thì bị lật đổ bởi một  đảo chính  thiết lập nền cộng hòa ở Brasil.
Đối với bên ngoài, ngoài cuộc chiến giành Độc lập, nổi bật bởi áp lực hàng thập kỷ từ Vương quốc Anh để Brasil chấm dứt tham gia buôn bán nô lệ xuyên Đại Tây Dương và các cuộc chiến trong khu vực sông La Plata: chiến tranh Cisplatina (vào nửa cuối những năm 1820), chiến tranh Plata (trong những năm 1850), chiến tranh Uruguay và chiến tranh Paraguay (trong những năm 1860). Cuộc chiến cuối cùng chống lại Paraguay cũng là cuộc chiến đẫm máu và tốn kém nhất trong lịch sử Nam Mỹ. Sau đó, đất nước bước vào một thời kỳ kéo dài cho đến ngày nay, không thích các can thiệp quân sự và chính trị từ bên ngoài.

### Đồn điền cà phê
Cây cà phê được giới thiệu từ năm 1720 và đến năm 1850, Brasil đã sản xuất một nửa lượng cà phê trên thế giới. Nhà nước thành lập một ban tiếp thị để bảo vệ và khuyến khích ngành này.

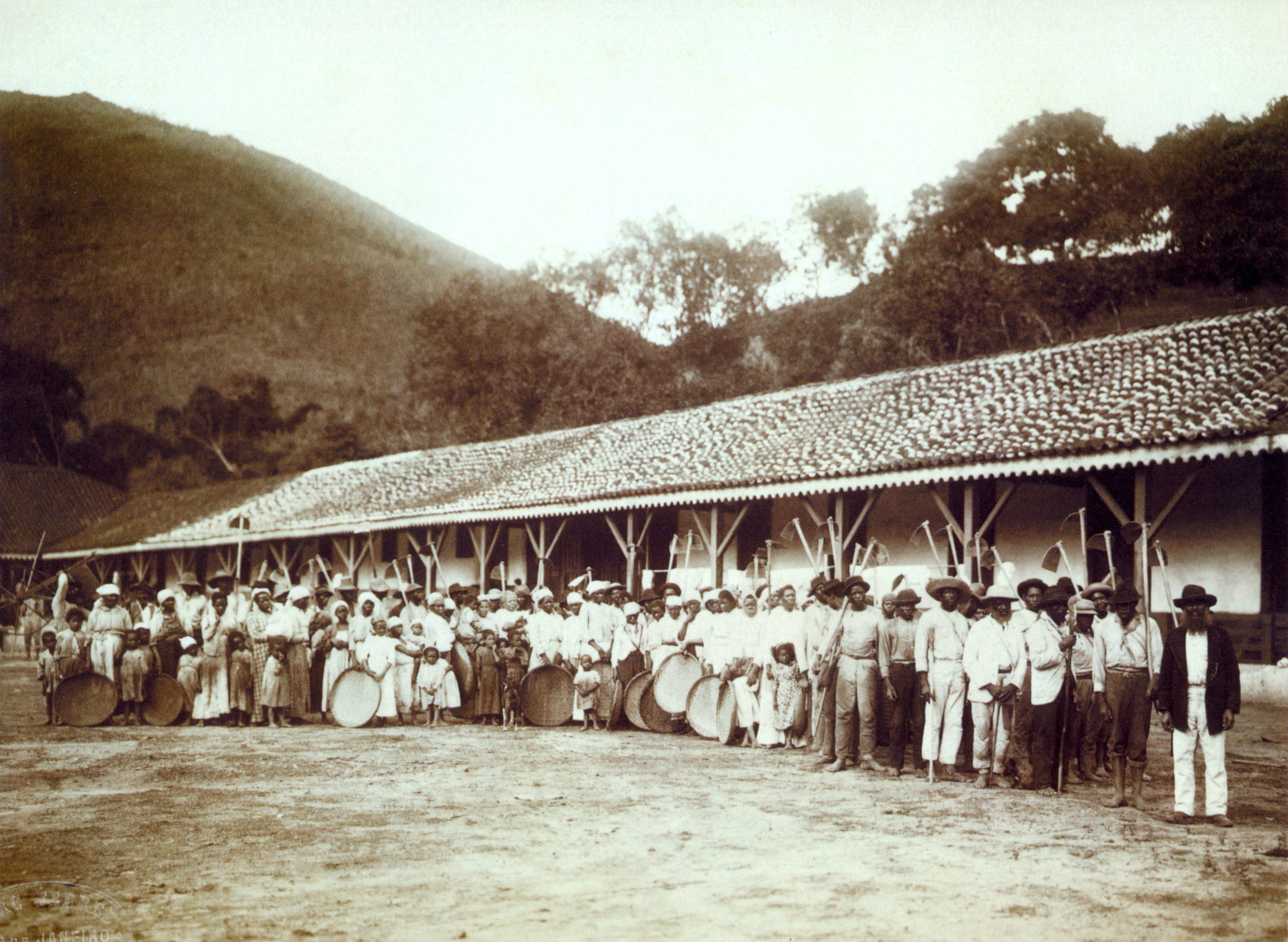
Nô lệ trong một fazenda (trang trại cà phê), c. 1885

Cây xuất khẩu chính trong thế kỷ XIX là cà phê, được trồng trên các đồn điền quy mô lớn ở khu vực São Paulo. Quận Zona da Mata Mineira đã trồng 90% cà phê ở vùng Minas Gerais trong những năm 1880 và 70% trong những năm 1920. Hầu hết công nhân là người da đen, cả nô lệ và tự do. Người nhập cư Ý, Tây Ban Nha và Nhật Bản ngày càng tăng đã lamg gia tăng lực lượng lao động. Các tuyến đường sắt được xây dựng để vận chuyển hạt cà phê ra thị trường, chúng cũng cung cấp phương tiện giao thông nội bộ cần thiết cho cả hàng hóa và hành khách cũng như tạo cơ hội làm việc cho một lực lượng lao động có tay nghề cao. Đến đầu thế kỷ XX, cà phê chiếm 16% tổng sản phẩm quốc dân của Brasil và 3/4 thu nhập từ xuất khẩu của nước này.
Những người trồng trọt và xuất khẩu đóng vai trò quan trọng trong chính trị; tuy nhiên, các nhà sử học tranh luận về việc liệu họ có phải là những tác nhân quyền lực nhất trong hệ thống chính trị hay không.
Trước những năm 1960, các nhà sử học thường bỏ qua ngành cà phê. Cà phê không phải là một ngành công nghiệp chính trong thời kỳ thuộc địa. Ở bất kỳ địa phương cụ thể nào, ngành công nghiệp cà phê phát triển mạnh mẽ trong một vài thập kỷ và sau đó phải chuyển sang nơi khác do đất bị thoái hóa; do đó, nó không ăn sâu vào lịch sử của bất kỳ địa phương nào. Sau khi độc lập, các đồn điền cà phê gắn liền với chế độ nô lệ, sự kém phát triển và chế độ chính trị đầu sỏ chứ không phải sự phát triển hiện đại của nhà nước và xã hội. Các nhà sử học ngày nay nhận ra tầm quan trọng của ngành này và có một nền văn học bác học phát triển rực rỡ.

### Cao su
Bùng nổ cao su Amazon vào những năm 1880-1910 đã định hình lại hoàn toàn nền kinh tế Amazon. Ví dụ, nó đã biến ngôi làng Manaus trong rừng rậm nghèo nàn hẻo lánh thành một trung tâm đô thị tiến bộ, giàu có với một lượng dân cư quốc tế bảo trợ cho rạp hát, hội văn học, các cửa hàng sang trọng và hỗ trợ các trường học.  Nhìn chung, các đặc điểm chính của sự bùng nổ cao su bao gồm các đồn điền phân tán và một hình thức tổ chức lâu dài nhưng không phản ứng với sự cạnh tranh của châu Á. Bùng nổ cao su có những ảnh hưởng lớn về lâu dài: tư nhân trở thành hình thức sở hữu đất thông thường; mạng lưới giao dịch được xây dựng trên khắp lưu vực sông Amazon; hàng đổi hàng trở thành một hình thức trao đổi chính và các dân tộc bản địa thường phải di dời. Sự bùng nổ đã thiết lập vững chắc ảnh hưởng của nhà nước trong toàn khu vực. Sự bùng nổ kết thúc đột ngột vào những năm 1920 và mức thu nhập trở lại mức nghèo của những năm 1870.  Bùng nổ cao su cũng để lại những tác động tiêu cực lớn đến môi trường Amazon mong manh.

## Cộng hòa

### Đệ Nhất Cộng hòa (1889–1930)

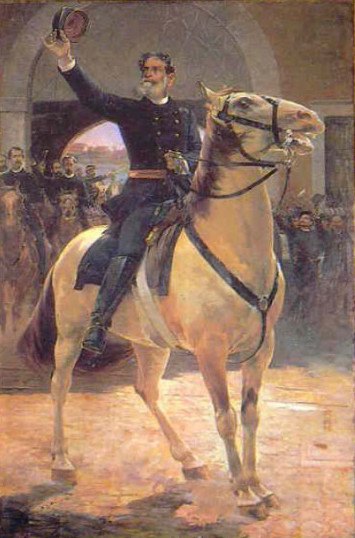
Henrique Bernardelli: Marechal Deodoro da Fonseca, c. 1900

Pedro II bị phế truất vào ngày 15 tháng 11 năm 1889 bởi một cuộc đảo chính quân sự của Đảng Cộng hòa do Tướng Deodoro da Fonseca lãnh đạo, người trở thành tổng thống  trên thực tế  đầu tiên của đất nước thông qua quân đội. Tên của đất nước trở thành  Cộng hòa Hợp chủng quốc Brasil  (vào năm 1967 được đổi thành  Cộng hòa Liên bang Brasil ). Hai tổng thống quân sự đã cai trị qua bốn năm độc tài trong bối cảnh xung đột giữa giới tinh hoa quân sự và chính trị (hai Cuộc nổi dậy hải quân, tiếp theo là Cuộc nổi dậy Đảng Liên bang) và một khủng hoảng kinh tế do ảnh hưởng của việc vỡ bong bóng tài chính encilhamento.
Từ năm 1889 đến năm 1930, mặc dù đất nước chính thức là một nền dân chủ lập hiến nhưng Hiến pháp Đệ nhất Cộng hòa ra đời năm 1891 lại quy định rằng phụ nữ và những người mù chữ (khi đó là phần lớn dân số) không được quyền bầu cử. Tổng thống chế đã được thông qua như một hình thức chính phủ và Nhà nước được chia thành ba nhánh quyền lực (Lập pháp, Hành pháp và Tư pháp) "hài hòa và độc lập với nhau". Nhiệm kỳ tổng thống được ấn định là 4 năm với các cuộc bầu cử trực tiếp.
Sau năm 1894, chức vụ tổng thống của nước cộng hòa lần lượt do những nông dân trồng cà phê (giới đầu sỏ) từ São Paulo và Minas Gerais chiếm giữ. Chính sách này được gọi là  política do café com leite  (chính sách "cà phê sữa"). Các cuộc bầu cử tổng thống và thống đốc được cai trị bởi  Política dos Governadores  (chính sách của Thống đốc), trong đó họ có sự hỗ trợ lẫn nhau để đảm bảo cuộc bầu cử cho một số ứng cử viên. Việc trao đổi ân huệ cũng diễn ra giữa các chính trị gia và các chủ đất lớn. Họ sử dụng quyền lực để kiểm soát các phiếu bầu của dân chúng để đổi lấy sự ủng hộ (điều này được gọi là  coronelismo ).
Từ năm 1893 đến năm 1926, một số phong trào của dân thường và quân sự đã làm rung chuyển đất nước. Các phong trào quân sự có nguồn gốc từ cả các quân đoàn sĩ quan cấp thấp của Lục quân và Hải quân (vốn không hài lòng với chế độ nên đã kêu gọi thay đổi dân chủ) trong khi các phong trào dân sự như Canudos và Chiến tranh Contestado thường được lãnh đạo bởi các nhà lãnh đạo như Chúa Cứu thế, không có mục tiêu chính trị thông thường.
Trên bình diện quốc tế, đất nước này sẽ tuân theo một đường lối ứng xử kéo dài suốt thế kỷ XX: một chính sách gần như biệt lập, xen kẽ với những liên kết tự động lẻ tẻ với các cường quốc phương Tây vốn là các đối tác kinh tế chính của nó trong những thời điểm có nhiều bất ổn. Nổi bật trong giai đoạn này: giải quyết Vấn đề Acre,Bản mẫu:Technical statement đóng vai trò nhỏ bé trong Chiến tranh thế giới thứ nhất, trong đó nổi bật là sứ mệnh mà Hải quân của họ đã hoàn thành trong chiến tranh chống tàu ngầm, và nỗ lực đóng vai trò lãnh đạo trong Hội Quốc Liên.

### Thời kỳ Vargas (1930–1964)
Sau năm 1930, các chính phủ kế tiếp tiếp tục tăng trưởng công nghiệp và nông nghiệp và phát triển vùng nội địa rộng lớn của Brasil.
Getúlio Vargas lãnh đạo một quân đội chính thức đã nắm quyền kiểm soát vào năm 1930 và sẽ tiếp tục cai trị từ năm 1930 đến năm 1945 với sự hậu thuẫn của quân đội Brasil đặc biệt là Lục quân. Trong giai đoạn này, ông đối mặt với Cách mạng lập hiến nội bộ vào năm 1932 và hai âm mưu đảo chính riêng biệt: bởi những người Cộng sản vào năm 1935 và bởi các phần tử cánh hữu địa phương của phong trào Chủ nghĩa thống hợp Brasil năm 1938.

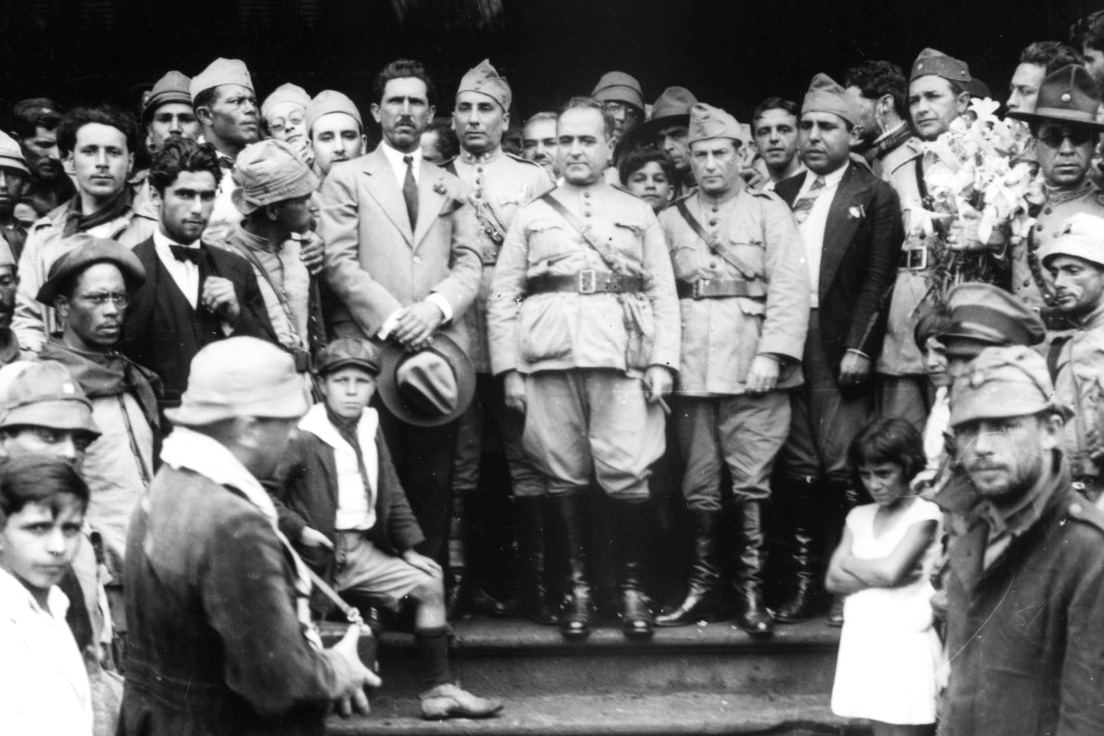
Getúlio Vargas sau cuộc cách mạng năm 1930, bắt đầu kỷ nguyên Vargas.

Cuộc cách mạng tự do năm 1930 đã lật đổ các chủ đồn điền cà phê đầu sỏ và mang lại quyền lực cho tầng lớp trung lưu thành thị và các lợi ích kinh doanh thúc đẩy công nghiệp hóa và hiện đại hóa. Tích cực thúc đẩy ngành công nghiệp mới đã xoay chuyển nền kinh tế vào năm 1933. Các nhà lãnh đạo Brasil trong những năm 1920 và 1930 đã quyết định rằng mục tiêu chính sách đối ngoại ngầm của Argentina là cô lập Brasil nói tiếng Bồ Đào Nha khỏi các nước láng giềng nói tiếng Tây Ban Nha nhằm tạo điều kiện cho việc mở rộng ảnh hưởng kinh tế và chính trị của Argentina tại Nam Mỹ. Thậm chí tệ hơn là nỗi sợ hãi rằng một quân đội Argentina mạnh hơn sẽ mở một cuộc tấn công bất ngờ vào quân đội Brasil yếu hơn. Để chống lại mối đe dọa này, Tổng thống Getúlio Vargas đã tăng cường liên kết chặt chẽ hơn với Hoa Kỳ. Trong khi đó, Argentina lại đi theo hướng ngược lại. Trong Chiến tranh thế giới thứ hai, Brasil là đồng minh trung thành của Hoa Kỳ và đã gửi quân đến châu Âu. Hoa Kỳ đã cung cấp hơn 100 triệu đô la trong các khoản trợ cấp Lend-Lease, đổi lại là được thuê miễn phí các căn cứ không quân được sử dụng để vận chuyển binh lính Mỹ và vật tư trên Đại Tây Dương và các căn cứ hải quân cho các hoạt động chống tàu ngầm. Ngược lại, Argentina chính thức trung lập và có lúc nghiêng về Đức.

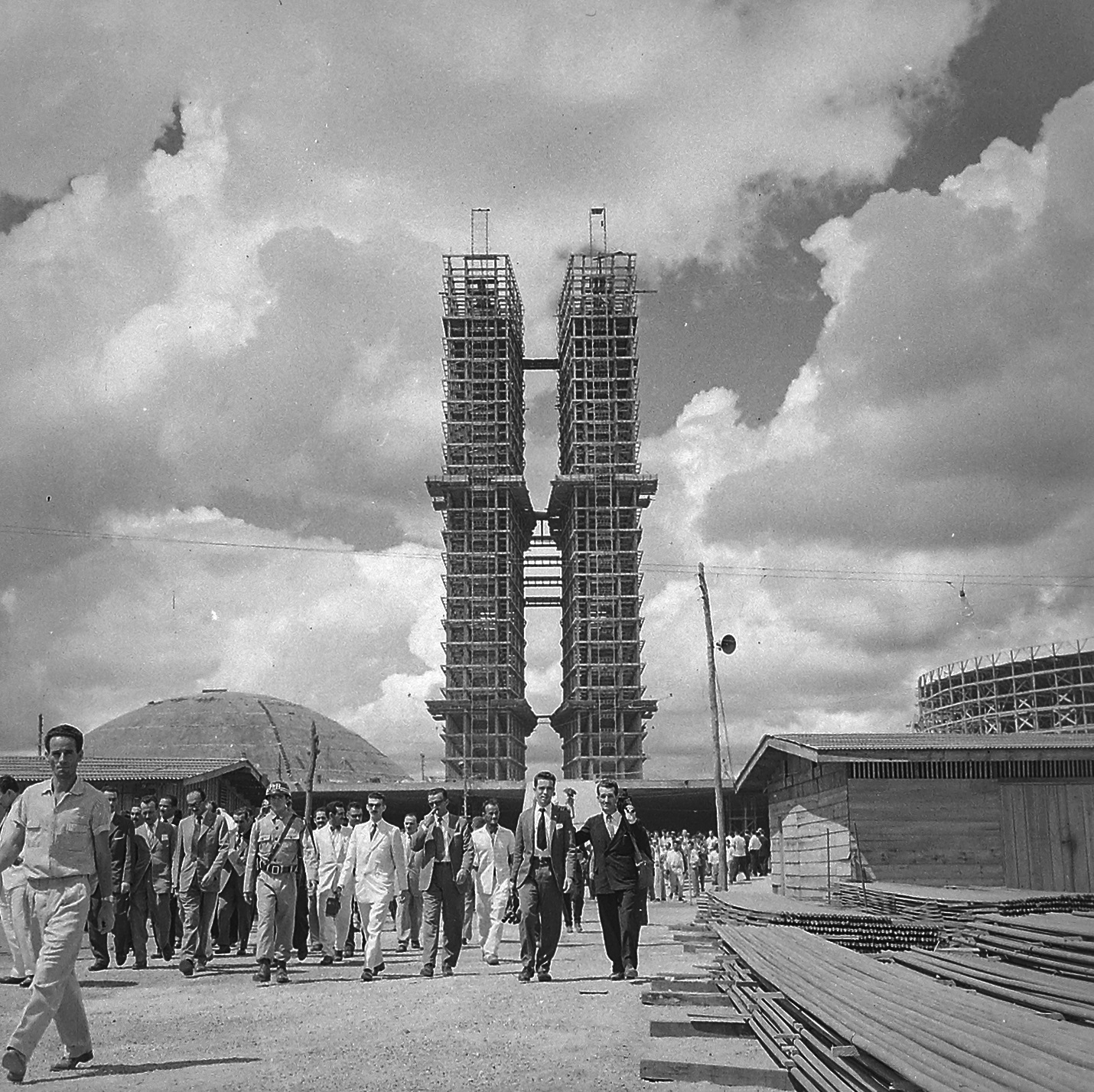
Trụ sở của Quốc Hội Brasil năm 1959 trong quá trình xây dựng thủ đô liên bang mới.

 Chế độ dân chủ thịnh hành từ năm 1945–64. Vào những năm 1950 sau thời kỳ thứ hai của Vargas (lần này, được bầu cử dân chủ), đất nước trải qua một cuộc bùng nổ kinh tế trong những năm dưới nhiệm kì Juscelino Kubitschek, trong đó thủ đô được chuyển từ Rio de Janeiro đến Brasília.

### Đệ tứ Cộng hòa
Bên ngoài, sau khi bị cô lập tương đối trong nửa đầu những năm 1930 do ảnh hưởng của Cuộc khủng hoảng 1929 vào nửa sau của những năm 1930, Brasil đã có một mối quan hệ hợp tác với các chế độ phát xít của Ý và Đức. Tuy nhiên, sau âm mưu đảo chính phát xít năm 1938 và cuộc phong tỏa hải quân do hải quân Anh áp đặt lên hai quốc gia này từ đầu Thế chiến thứ hai trong thập kỷ 1940, chính sách ngoại giao cũ của kỳ trước đã được sử dụng lại.
Trong đầu những năm 1940, Brasil tham gia lực lượng Đồng minh trong Trận chiến Đại Tây Dương và Chiến dịch Ý; vào những năm 1950, quốc gia này bắt đầu tham gia'các sứ mệnh gìn giữ hòa bình Liên hợp quốc  ở Kênh đào Suez năm 1956 và vào đầu những năm 1960, trong nhiệm kỳ tổng thống của Janio Quadros, Brasil đã có những nỗ lực đầu tiên nhằm phá vỡ sự liên kết tự động (đã bắt đầu trong Những năm 1940) với Hoa Kỳ.
Cuộc khủng hoảng thể chế về việc kế vị tổng thống được kích hoạt bằng việc Quadros từ chức cùng với các yếu tố khác như một cuộc đảo chính cộng sản đã lên kế hoạch sẽ dẫn đến sự can thiệp quân sự vào năm 1964 và cho đến cuối thời kỳ này.

### Chế độ độc tài quân sự (1964–1985)
Chính phủ quân sự Brasil còn được gọi ở Brasil là  Hợp chủng quốc Brasil  hoặc  Đệ Ngũ Cộng hòa Brasil  là chế độ độc tài quân sự đã cai trị Brasil từ ngày 1 tháng 4 năm 1964 đến ngày 15 tháng 3 năm 1985. Nó bắt đầu với cuộc đảo chính năm 1964 do lực lượng vũ trang chống lại chính quyền của Tổng thống João Goulart.
Cuộc đảo chính được lên kế hoạch và thực hiện bởi các chỉ huy của quân đội Brasil và nhận được sự ủng hộ của hầu hết các thành viên cấp cao của quân đội cùng với các thành phần bảo thủ trong xã hội như Giáo hội Công giáo và các phong trào dân sự chống cộng giữa các tầng lớp trung lưu và thượng lưu Brasil. Trên bình diện quốc tế, nó được hỗ trợ bởi Bộ Ngoại giao Hoa Kỳ thông qua đại sứ quán của họ tại Brasilia.
Chế độ độc tài quân sự kéo dài gần 21 năm; bất chấp những cam kết ban đầu, vào năm 1967, chính phủ quân sự đã ban hành Hiến pháp mới, hạn chế và ngăn chặn quyền tự do ngôn luận và đối lập chính trị. Chế độ đã sử dụng chủ nghĩa dân tộc và chủ nghĩa chống cộng làm chủ trương của mình.
Chế độ độc tài đã đạt được mức tăng trưởng GDP trong những năm 1970 nhờ cái gọi là "Phép màu Brasil" ngay cả khi chế độ kiểm duyệt tất cả các phương tiện truyền thông, tra tấn và lưu vong những người bất đồng chính kiến. João Figueedlyo trở thành Tổng thống vào tháng 3 năm 1979; cùng năm đó, ông đã thông qua Luật Ân xá đối với các tội ác chính trị gây ra và chống lại chế độ. Vào thời điểm này, bất bình đẳng tăng cao và bất ổn kinh tế đã thay thế cho sự tăng trưởng trước đó và Figueedlyo không thể kiểm soát nền kinh tế suy thoái, lạm phát kinh niên và sự sụp đổ đồng thời của các chế độ độc tài quân sự khác ở Nam Mỹ. Giữa các cuộc biểu tình lớn của quần chúng trên các đường phố ở các thành phố chính của đất nước, cuộc bầu cử tự do đầu tiên trong 20 năm đã được tổ chức cho cơ quan lập pháp quốc gia vào năm 1982. Năm 1988, Hiến pháp mới đã được thông qua và Brasil chính thức quay lại với dân chủ. Kể từ đó, quân đội vẫn nằm dưới sự kiểm soát của các chính trị gia dân sự, không có vai trò chính thức trong chính trị trong nước.
Vào tháng 5 năm 2018, chính phủ Hoa Kỳ đã công bố một bản ghi nhớ do Henry Kissinger viết, có từ tháng 4 năm 1974 (khi ông đang giữ chức vụ Ngoại trưởng), xác nhận rằng giới lãnh đạo của chế độ quân sự Brasil hoàn toàn nhận thức được việc giết hại những người bất đồng chính kiến. Người ta ước tính rằng 434 người được xác nhận là đã thiệt mạng hoặc mất tích (không xuất hiện trở lại), 8.000 người bản địa bị diệt chủng và 20.000 người bị tra tấn trong chế độ độc tài quân sự ở Brasil. Một số nhà hoạt động nhân quyền và những người khác khẳng định rằng con số thật có thể cao hơn nhiều.

## Đệ lục Cộng hòa (1985 – nay)
Tancredo Neves được bầu làm tổng thống trong một cuộc bầu cử gián tiếp vào năm 1985 khi đất nước trở lại chế độ dân sự. Ông mất trước khi tuyên thệ nhậm chức, và phó tổng thống đắc cử, José Sarney, đã tuyên thệ nhậm chức tổng thống thay ông.
Fernando Collor de Mello là tổng thống được bầu đầu tiên theo hình thức phổ thông đầu phiếu sau khi chế độ quân sự vào tháng 12 năm 1989 đánh bại Luiz Inácio Lula da Silva trong một cuộc chạy đua tổng thống hai vòng với 35 triệu phiếu bầu. Collor đã thắng ở bang São Paulo trước nhiều nhân vật chính trị nổi tiếng. Là Tổng thống Brasil đầu tiên được bầu một cách dân chủ sau 29 năm, Collor đã dành phần lớn thời gian trong những năm đầu của chính phủ để chống chọi với siêu lạm phát, có thời điểm lên tới 25% mỗi tháng.
Chương trình tân tự do của Collor cũng được tiếp nối bởi người kế nhiệm Fernando Henrique Cardoso người duy trì thương mại tự do và các chương trình tư nhân hóa. Chính quyền của Collor đã bắt đầu quá trình tư nhân hóa một số doanh nghiệp thuộc sở hữu của chính phủ như  Acesita ,  Embraer ,  Telebrás  và  Companhia Vale do Rio Doce . Ngoại trừ Acesita, các công cuộc tư nhân hóa đều được hoàn thành trong nhiệm kỳ của Fernando Henrique Cardoso.
Sau khi Collor bị luận tội, quyền tổng thống, Itamar Franco, đã tuyên thệ nhậm chức tổng thống. Trong cuộc bầu cử được tổ chức vào ngày 3 tháng 10 năm 1994, Fernando Henrique Cardoso, bộ trưởng tài chính của ông, đã đánh bại cánh tả Lula da Silva một lần nữa. Ông được bầu làm chủ tịch do thành công của cái gọi là  Plano Real . Được tái đắc cử vào năm 1998, ông đã hướng dẫn Brasil vượt qua làn sóng khủng hoảng tài chính. Năm 2000, Cardoso ra lệnh giải mật một số hồ sơ quân sự liên quan đến Chiến dịch Condor, một mạng lưới các chế độ độc tài quân sự Nam Mỹ chuyên bắt cóc và ám sát các đối thủ chính trị.
Vấn đề nghiêm trọng nhất của Brasil ngày nay được cho là sự phân phối của cải và thu nhập rất bất bình đẳng, một trong những nơi cực đoan nhất trên thế giới. Vào những năm 1990, hơn một trong số bốn người Brasil tiếp tục sống sót với mức dưới một đô la một ngày. Những mâu thuẫn kinh tế - xã hội này đã giúp bầu Luiz Inácio Lula da Silva của Partido dos Trabalhadores (PT) vào năm 2002.
Trong vài tháng trước cuộc bầu cử, các nhà đầu tư đã lo sợ trước nền tảng chiến dịch thay đổi xã hội của Lula, và quá khứ của anh ta với các liên đoàn lao động và hệ tư tưởng cánh tả. Khi chiến thắng của ông trở nên chắc chắn hơn, Real mất giá và xếp hạng rủi ro đầu tư của Brasil đã giảm mạnh (nguyên nhân của những sự kiện này bị tranh cãi, vì Cardoso để lại một khoản dự trữ ngoại hối rất nhỏ). Tuy nhiên, sau khi nhậm chức, Lula vẫn duy trì các chính sách kinh tế của Cardoso, cảnh báo rằng các cải cách xã hội sẽ mất nhiều năm và Brasil không còn cách nào khác ngoài việc mở rộng các chính sách thắt lưng buộc bụng về tài khóa. Real và xếp hạng rủi ro của quốc gia đã sớm phục hồi.
Tuy nhiên, Lula đã tăng đáng kể lương tối thiểu (tăng từ R $ 200 lên R $ 350 trong 4 năm). Lula cũng dẫn đầu đạo luật cắt giảm đáng kể phúc lợi hưu trí cho công chức. Mặt khác, sáng kiến xã hội quan trọng chính của ông là chương trình  Fome Zero  (Zero Hunger), được thiết kế để cung cấp cho mỗi người Brasil ba bữa ăn mỗi ngày.
Năm 2005, chính phủ của Lula đã phải chịu một đòn nghiêm trọng với một số cáo buộc tham nhũng và lạm dụng quyền hạn chống lại nội các của ông, buộc một số thành viên của nó phải từ chức. Hầu hết các nhà phân tích chính trị vào thời điểm đó đều chắc chắn rằng sự nghiệp chính trị của Lula đã sụp đổ, nhưng ông đã cố gắng nắm giữ quyền lực, một phần bằng cách nêu bật những thành tựu trong nhiệm kỳ của mình (ví dụ: giảm nghèo, thất nghiệp và phụ thuộc vào các nguồn lực bên ngoài, chẳng hạn như dầu mỏ), và để giữ khoảng cách với bê bối. Lula tái đắc cử Tổng thống trong cuộc tổng tuyển cử tháng 10 năm 2006.
Thu nhập của những người nghèo nhất tăng 14% trong năm 2004, trong đó Bolsa Familia ước tính chiếm 2/3 mức tăng trưởng này. Năm 2004, Lula khởi động chương trình "nhà thuốc bình dân", được thiết kế để làm cho những loại thuốc được coi là thiết yếu có thể tiếp cận được với những người thiệt thòi nhất. Ông đã khởi động chương trình Fome Zero ("Zero Hunger"), chương trình cung cấp cho các gia đình nghèo khả năng tiếp cận các sản phẩm lương thực cơ bản thông qua trợ giúp xã hội. Trong nhiệm kỳ đầu tiên của Lula tại vị, tình trạng suy dinh dưỡng ở trẻ em đã giảm 46%. Vào tháng 5 năm 2010, Chương trình Lương thực Thế giới của LHQ (WFP) đã trao cho Lula da Silva danh hiệu "nhà vô địch thế giới trong cuộc chiến chống nạn đói".
Sau hai nhiệm kỳ làm tổng thống, Lula bị Hiến pháp Brasil cấm không được đứng lại. Trong bầu cử tổng thống 2010, ứng cử viên PT là Dilma Rousseff. Rousseff chiến thắng và nhậm chức vào ngày 1 tháng 1 năm 2011 với tư cách là nữ tổng thống đầu tiên của đất nước.
Các cuộc biểu tình trên toàn quốc đã nổ ra trong 2013 và 2014 chủ yếu về giá vé giao thông công cộng và chi tiêu của chính phủ cho 2014 FIFA World Cup. Rousseff đã phải đối mặt với một kẻ thách thức bảo thủ vì nỗ lực tái tranh cử của cô trong ngày 26 tháng 10 năm 2014, dòng chảy, nhưng đã cố gắng đảm bảo một cuộc bầu cử lại chỉ với hơn 51% số phiếu bầu. Các cuộc biểu tình tiếp tục trong 2015 và 2016 để phản ứng với một vụ bê bối tham nhũng và suy thoái bắt đầu vào năm 2014, dẫn đến luận tội Tổng thống Rousseff vì quản lý yếu kém và coi thường ngân sách quốc gia vào tháng 8 năm 2016. Năm 2016, Rio de Janeiro là chủ nhà của Thế vận hội Mùa hè 2016 và Thế vận hội Mùa hè 2016, khiến thành phố Nam Mỹ đầu tiên và thành phố nói tiếng Bồ Đào Nha từng đăng cai các sự kiện và lần thứ ba Thế vận hội được tổ chức tại một thành phố Nam Bán cầu.
Vào tháng 10 năm 2018, nghị sĩ cực hữu và cựu đội trưởng quân đội Jair Bolsonaro đã được bầu làm Tổng thống Brasil, phá vỡ mười sáu năm liên tục cánh tả do Đảng Công nhân (PT). Với vụ bê bối tham nhũng chưa từng có làm xói mòn lòng tin của công chúng đối với các tổ chức, vị thế của Bolsonaro như một người đứng ngoài chính trị cùng với tư tưởng cứng rắn chống tội phạm và tham nhũng đã giúp ông giành chiến thắng trong cuộc bầu cử tổng thống, bất chấp quá khứ từng theo chủ nghĩa sai lầm hoặc phân biệt chủng tộc nhận xét và sự ngưỡng mộ của ông đối với chế độ độc tài quân sự kéo dài 21 năm. Ông dành phiếu bầu của mình cho việc luận tội Rousseff với sĩ quan quân đội, người giám sát việc tra tấn cô.
Trong năm đầu tiên Bolsonaro làm tổng thống, nạn phá rừng ở rừng nhiệt đới Amazon đạt mức cao nhất trong 11 năm bất chấp vai trò quan trọng của rừng nhiệt đới trong việc giảm thiểu biến đổi khí hậu. Các chính sách của Bolsonaro về tăng cường ngành công nghiệp ở Amazon và sử dụng phương pháp đốt nương rẫy để phát quang các khu vực rừng cuối cùng dẫn đến sự gia tăng đáng kể các vụ cháy rừng ở rừng nhiệt đới Amazon năm 2019 so với Năm ngoái.

### Thay đổi tôn giáo
Cho đến gần đây Công giáo đang chiếm ưu thế hoàn toàn. Sự thay đổi nhanh chóng trong thế kỷ 21 đã dẫn đến sự phát triển của chủ nghĩa thế tục (không có liên kết tôn giáo). Cũng đáng kinh ngạc là sự gia tăng đột ngột của đạo Tin lành đối với hơn 22% dân số. Điều tra dân số năm 2010 chỉ ra rằng ít hơn 65% người Brasil tự coi mình là Công giáo, giảm từ 90% vào năm 1970. Sự sụt giảm này có liên quan đến tỷ lệ sinh giảm xuống một trong những nước Mỹ Latinh thấp nhất ở mức 1,83 trẻ em trên một phụ nữ, thấp hơn mức thay thế. Nó đã khiến Đức Hồng Y Cláudio Hummes nhận xét, "Chúng tôi tự hỏi với sự lo lắng: Brasil sẽ còn là một quốc gia Công giáo trong bao lâu?"

### Lịch sử học
- de Almeida, Carla Maria Carvalho, and Jurandir Malerba. "Rediscovering Portuguese America: Internal Dynamics and New Social Actors in the Historiography of Colonial Brazil: a Tribute to Ciro Flamarion Cardoso." Storia della storiografia 67#1 (2015): 87–100. online[liên kết hỏng]
- Historein/Ιστορείν. A review of the past and other stories, vol. 17.1 (2018) (issue dedicated on "Brazilian Historiography: Memory, Time and Knowledge in the Writing of History").
- Perez, Carlos. "Brazil" in Kelly Boyd, ed. Encyclopedia of Historians and Historical Writing, vol 1 (1999) 1:115-22.
- Schulze, Frederik, and Georg Fischer. "Brazilian History as Global History." Bulletin of Latin American Research 38.4 (2019): 408–422.
- Skidmore, Thomas E. "The Historiography of Brazil, 1889–1964: Part I." Hispanic American Historical Review 55#4 (1975): 716–748. in JSTOR
- Stein, Stanley J. "The historiography of Brazil 1808–1889." Hispanic American Historical Review 40#2 (1960): 234–278. in JSTOR

### Bằng tiếng Bồ Đào Nha
- Abreu, Capistrano de. Capítulos de História Colonial. Capítulos de História Colonial in Portuguese
- Calógeras, João Pandiá. Formação Histórica do Brasil. Formação Histórica do Brasil in Portuguese
- Furtado, Celso. Formação econômica do Brasil. (http://www.afoiceeomartelo.com.br/posfsa/Autores/Furtado,%20Celso/Celso%20Furtado%20-%20Forma%C3%A7%C3%A3o%20Econ%C3%B4mica%20do%20Brasil.pdf Lưu trữ ngày 26 tháng 1 năm 2021 tại Wayback Machine)
- Prado Junior, Caio. História econômica do Brasil. (http://www.afoiceeomartelo.com.br/posfsa/Autores/Prado%20Jr,%20Caio/Historia%20Economica%20do%20Brasil.pdf Lưu trữ ngày 30 tháng 8 năm 2021 tại Wayback Machine)